# John Williams (accordeonist)
John Williams is een Amerikaanse muzikant die met zijn diatonische accordeon en concertina bij de internationaal bekendste spelers van deze instrumenten wordt gerekend. Met vijf All-Ireland titels is Williams ook de enige in Amerika geboren winnaar van de Senior Concertina categorie. Tevens is hij bespeler van de fluit, de bodhrán en piano.
Hij is geboren in de Southwest Side van Chicago en was gedurende de zomer te vinden aan de westkust van Ierland in de plaats Doolin in County Clare, waar zijn ouders vandaan komen. Na vele avonden in de pubs van Doolin en Lisdoonvarna te hebben gespeeld werd zijn speelterrein later Galway, Cork, Dublin, Belfast, Parijs, Bretagne, Zürich en New York.
Met Séamus Egan, Winifred Horan, Karan Casey en John Doyle werd Williams in 1995 een van de grondleggers van de folkband Solas.
Buiten de traditionele muziek werkte Williams met Gregory Peck, Doc Severinson, Studs Terkel, Mavis Staples, jazzpianist Bob Sutter, bluegrass-legende Tim O'Brien, de Syrische oud-speler Kinan Abou Afach, de Oscar winnende dirigent Sam Mendes, het London Symphony Orchestra en het Irish Chamber Ensemble. Hij had gastoptredens met The Chieftains, Nickel Creek, en Riverdance.
In augustus 2003 selecteerde Chicago Magazine Williams als een van de beste instrumentalisten.

## Discografie
- 'John Williams' (Green Linnet Records 1157) 7,1994
- Whistle on the Wind (Green Linnet) 1994 met Joanie Madden
- Solas (Shanachie) 1996 met Karan Casey, John Doyle, Winifred Horan en Seamus Egan
- Sunny Spells en Scattered Showers (Shanachie) 1997 Solas met Karan Casey, John Doyle, Winifred Horan en Seamus Egan
- Onder de Maan (Green Linnet 1155) 1995 met Martin Hayes
- Making Models (Whitehouse Records) 4.16.95 met Eric Lugosch
- Joy in the Morning (Kiltartan Road) 1995 met Joseph Sobol, Kathy Cowen en Howard Levy
- Zoetwater Highway (Depot Recordings) 1995 met Lee Murdock, Louis Killen, Howard Levy en Don Stiernberg
- Chicago Ierse Musici (IMA) 1976 met Michael Flatley, Eleanor Neary, Kevin Henry, Maggie Henry, Brendan Williams, Terry Teahan en Dan Dick
- Somewhere Out West (St. Christopher) 1991 met James McCandless en Julie Macarus
- De Trap & Bait (Wild Fuschia) 1991 met Amy Schoenmaker met John Williams
- Island Home (Arranmore Muziek) 1989 met Arranmore
- Hope (Waterbug) 1992 met Andrew Calhoun
- Dear Ol 'Erin's Isle (Nimbus) 1992 met Kevin Burke, Liz Carroll, Seamus Connelly, Tom Doherty, Seamus Egan, Eileen Ivers, Jimmy Keane, Billy McComiskey, Brendan Mulvihill en Joe Shannon
- Clumsy Lovers (Inandout) 1993 met Jode Dowling, Mag McDermott, Tom Klein, Matt Wehling, Paul Wehling, Laura MacKenzie en Robin Anders
- Old Songs & New People (Depot) 1995 met Mark Dvorak
- Out of Ireland (Shanachie) 1995 met John Doyle, Seamus Egan, Tommy Hayes, Eileen Ivers, Jimmy Keane, Donna Lang, Mick Moloney, Eugene O'Donnell en Jerry O'Sullivan
- Coast & Cliff Rescue (Fundraiser) 1995 met Martin Hayes, Eoin O'Neill, Davey Spillane, Sharon Shannon, Kevin Griffin, Sean Tyrell, en Mary Custy
- Laurence Nugent (Shanachie) 1996 met Laurence Nugent
- Midnight Muse (Bjornsongs) 1996 met Jim Gary
- Iers Roots (Rego) 1997 met Seamus Egan, Tony Cuffe, Seamus Connelly, Daithi Sproule, Gerry O'Connor, Johnny O'Leary, Sean Potts en Maire O'Keefe
- Van tijd ook Time Ever Changing (Collins Muziek) 1998 met Neiley Collins
- Op eerste kerstdag in the Morning (GIA) met Theresa Donohoo
- Citternalia (Kiltartan Road) 1999 met Joseph Sobol, Brendan McKinney, Laurence Nugent en Paddy League
- The Spiral Gate (Narada) 1999 met Kim Robertson, Tim Britton, Winifred Horan, Seamus Egan, Jackie Moran en Benoit Benoit
- Van deze stenen (Tessera Records) 1999 met Lauren Brombert
- Verborgen schatten van Ierse muziek in Chicago [Big Chicago] 2000 met Liz, Carroll, Brendan McKinney, Laurence Nugent, Ainne Meenahan, Pat Broaders, Jimmy Moore, Joseph Sobol, Jim Dewan, The Drovers, Maureen O'Shea, Dennis Cahill en De Muck Brothers
- The Salmon's Leap (Vingerhoedskruid Records) 2000 met Randal Bays, Leo MacNamara, Gerry O'Bierne en Dave Marshall
- Oude Ways Future Days (GIA) 2000 met Liam Lawton
- Dance to Your Shadow (Narada) 2001 met Kim Robertson, Chris Norman, Liz Carroll, Jimmy Hines en Sandip Berman
- Evening Comes Early (Shanachie) 2001 met John Doyle
- Twee Journeys (Howdy Skies) 2001 de kruising met Tim O'Brien, John Williams, Kevin Burke, Karan Casey, Darrell Scott, Dirk Powell, Paddy Keenan, Michael McGoldrick en Mark Schatz
- Koppels in Trouble (Boondoggle Records) met Robbie Fulks 2001
- Stoom (Green Linnet Records) John Williams met John Doyle, Liz Carroll, Seamus Egan, Randal Bays, Paul Donnelly, Dennis Cahill, Larry Gray, en Paul Wertico 2001
- Songs from My Father (O'Connell) 2003 met Catherine O'Connell
- Ierse Murphy's Pub (Lifescapes) 2005 met Laura McKenzie, Martin en Dean Hayes Magraw
- Wayward Son (Compass) 2005 met John Doyle
- Raven (Kompas) 2006 John Williams en Dean Magraw
- Solas - Reunion: A Decade of Solas CD / DVD Combo: John Williams, Seamus Egan, Winifred Horan, Karen Casey, John Doyle, Deidre Scanlan, Mick McAuley, Eamonn McElholm, Donal Clancy, en speciale gasten Antje Devekot, Chico Huff, Ben Wittman, John Anthony, Michael Aharon